# Armstedt
Armstedt ist eine Gemeinde im Kreis Segeberg in Schleswig-Holstein. Im Jahre 1985 gewann die Gemeinde auf der Kreisebene im Wettbewerb Unser Dorf soll schöner werden, an dem sie erstmals teilgenommen hatte. Neben Armstedt liegen keine weiteren Ortsteile im Gemeindegebiet.

## Geografie und Verkehr
Armstedt liegt etwa 6 km nördlich von Bad Bramstedt in der Geest. Östlich verläuft die Bundesautobahn 7 von Hamburg nach Flensburg, südlich die Bundesstraße 206 von Itzehoe nach Bad Segeberg.

## Geschichte
Den Anschluss an die 1952 gebaute Landesstraße 122 haben die Einwohner von Armstedt und einiger umliegender Gemeinden dadurch erzwungen, dass sie aufgrund der maroden Straßenverbindung in den 1950er Jahren Steuerzahlungen an das Land verweigert haben.
Die nördlich gelegenen Orte Hardebek und Hasenkrug gehörten bis zum 31. März 1951 zu Armstedt und wurden dann als eigenständige Gemeinden ausgegliedert.

## Politik

### Gemeindevertretung
Bei der Kommunalwahl 2023 errang die Kommunale Wählervereinigung Arnstedt alle neun Sitze in der Gemeindevertretung. Die Wahlbeteiligung betrug 67,5 Prozent.

### Wappen
Blasonierung: „In Rot mit silbern geflammtem Schildhaupt ein erhöhter silberner Sparren, dessen Schenkel einen auf einem goldenen Ast sitzenden goldenen Wiedehopf einschließen.“

## Wirtschaft
Das Gemeindegebiet ist überwiegend landwirtschaftlich geprägt.
Nördlich von Armstedt betreibt der NDR eine Sendeanlage für UKW-Rundfunk und DVB-T (Fernsehsender Neumünster), die als Antennenträger einen 182 Meter hohen, abgespannten Stahlfachwerkmast verwendet.